# Estat de Hyderabad
L'estat de Hyderabad o Haiderabad fou un principat del Dècan a l'Índia que va existir entre 1724 i 1948. Fou un estat independent entre 1947 i 1948. Del 1948 al 1956, va existir com estat dins la Unió Índia. La capital n'era Hyderabad.

## Superfície i límits
La seva superfície era de 128.800 km² més 29.000 km² dels Districtes Assignats o Berar (cedits el 1902 als britànics), és a dir, en total prop de 158.000 km². El 1902, després de la cessió, era de 133.144 km². Fins al 1902, limitava al nord amb les [províncies centrals], al sud-est amb la presidència de Madras, a l'oest i nord-oest amb la presidència de Bombai.

## Geografia física
El país tenia al nord la vall del Tapti o Khandesh, limitat al nord per les muntanyes Vindhya, i al sud les terres altes del Godavari; els rius del país, excepte en aquestes zones, corren d'oest a est fins a la badia de Bengala. El Tapti, en canvi, desaigua al golf de Cambay. Les muntanyes principals són les Balaghat (Ghats occidentals), la serra de Sabiadri, la serra d'Ajanta o Sahyadriparvat, la serra de Gawalgarh, la de Jalna i la de Kandikal Gutta o Sirnapalli.

## Rius
- Godavari
  - Dudna
    - Manjira

  - Pranhita,
- Wardha
  - Penganga
    - Wainganga
- Kistna o Krishna
  - Bhima
  - Tungabhadra
    - Tunga
    - Bhadra
- Musi
- Windi
- Munair

## Població
La població, el 1881, exclòs Berar, era de 9.845.594 habitants, un 10% musulmans i un 10% població urbana. El 1891 era d'11.537.040 habitants. El 1901 era d'11.141.142 habitants (incloent-hi els districtes cedits el 1902, per causa de les grans fams del 1897 i 1900). Estava repartida en 79 ciutats i 20.010 pobles.

## Castes i ètnies
Les castes i ètnies principals eren els bramans, rajputs, bairagis, bedars, bhois, chamars, dhangars, gaondis, gaolis, gosains, gujaratis, lingayats, jogis, lobars, kamatis, kolis, koshtis, kunbis, mangs, malis, mahars, kumbhars, mahalis, manbhaos, marathes, marwaris, sonars, telinges, waddars, banjares, baniyes, bhils, gonds, koyes,
lambanis, i pardhis.

## Llengües i religió
Les llengües són el telugu (46%), el marathi (26%), el kanarès (14%), l'urdú (10%), llengües dels gitanos (15%) i el marwari (0,5%).
La religió de la majoria és l'hinduisme. El 10-12% són musulmans, l'1% animistes, el 0,5% cristians, el 0,5% jainistes, i nombres poc rellevants de sikhs i parsis. La tendència era a un lleuger creixement dels musulmans (10% el 1881; 12% el 1901)

## Fams
Fams notables van afectar l'estat el 1629, 1659, 1685, 1713, 1747, 1787, 1804, 1813, 1819, 1846, 1854, 1862, 1866, 1871, 1876-1877, 1896-1897 i 1899-1900.

## Administració
Estava regulada per l'edicte de Kanuncha del 1893, amb algunes modificacions. El cap de l'administració era l'Aladar al-Maham o ministre principal; estava assistit per quatre ministres o Muin al-Mahams (finances, justícia, afers militars i afers diversos); el consell estava format pel ministres principals i els quatre ministres. El ministre de Finances estava encarregat de ferrocarrils, finances, moneda i mines; el ministre de Justícia tenia encarregats la justícia, presons, registres, metges, correus i institucions religioses; el d'afers militars, les tropes regulars i irregulars, policia, obres públiques, educació, municipalitats i sanitat; la recaptació estava també dins les seves funcions incloent-hi impost de la terra, cadastre, duanes, boscos, agricultura i comerç. Cada departament o grup d'afers estava dirigit per un secretari: un per a finances, dos per a recaptació, un de judicial, de policia i departaments, un per a obres públiques, un per a afers militars, i un secretari privat de cada ministre. El departament judicial, el formava la Cort suprema amb un cap de justícia i cinc jutges; policia i presons estaven sota un inspector general i la policia local sota un kotwal; les duanes sota un comissionat; educació sota un director; monedes i segells sota un superintendent; boscos sota un conservador; afers postals sota un mestre de Correus general; i els afers mèdics sota un director. La recaptació de l'estat corresponia a oficials del nizam, excepte un quart dels districtes assignats, que corresponia als britànics.
A part del territori ordinari, una gran part de l'estat estava concedida en samasthans o jagirs; els samasthans principals (en total, 13) eren els de Gadwal, Amarchinta (Amarchanta), Wanparti (Wanapurthy), Jatpol (Jatprole), i Paloncha; entre aquests estava Shorapur; el més petits eren Gopalpet, Narayanpur, Anegundi, Gurgunta (Gurugunta) i Medak, tots a la meitat sud de l'estat. Els jagirs estaven més dispersos, i els més grans eren els dels tres nobles paigah, Maharaja Sir Kishan Prasad Bahadur, Nawab Hisam al-Mulk i Nawab Fakhr al-Mulk Bahadur, els de Maharaja Sheoraj, i de Raja Rai Rayan Bahadur; alguns eren grans fins a 60 pobles, d'altres només d'un poble. L'àrea de samasthans i jagirs, el 1901, era de 39.284 km² I la població de 3.259.000.
L'únic feudatari important i autònom del nizam era el raja de Gadwal o Gudwal, que internament era independent, però pagava un tribut anual d'11.500 lliures. No obstant això, hi havia set feudataris més, a destacar:
- El maharaja de Wanapurthy
- El raja de Jatprole
- El raja de Amarchanta
- El raja de Gurugunta
- El raja de Gopalpet
- El raja de Jawalgiri i Anagundi
- El raja de Shorapur

Per a l'administració de justícia, hi havia 123 corts civils I 271 criminals. Els primers talukdars eren els caps de justícia al seu districte, i els segon i tercers talukdars tenien algunes competències. La Cort suprema era d'apel·lació per a alguns casos. Les sentències de mort havien de ser sotmeses al nizam.
Administrativament, estava format per cinc divisions i 18 districtes: oriental (Kamanet, Nalgonda, i Nagar Karmil), septentrional (Mehdak, Indor, Yelgandal, i Sirpur Tandur); occidental (Bidar, Nander i Naldrug), meridional (Raichor, Lingsagar, Shorapur i Gulbargah) i nord-occidental (Aurangabad, Bhir i Parbaini); Haydebarabad ciutat formava amb els suburbis un districte separat.
Administrativament, estava dividit en els Sarf-i-khas i el districte de la corona (Atraf-i-balda) i quatre subes o divisions, subdividides en total en 15 districtes i un subdistricte (Amaldir, elevat a districte el 1905). El 1905, el districte de Lingsugur es va suprimir. Cada suba estava governada per un subahdar (comissionat), i cada districte per un primer Talukdar (Collector), assistit per almenys dos oficials coneguts com a segon i tercer talukdar. Dins els districtes, hi havia les talukes (101 el 1905, però 117 anteriorment) governades per tahsildars.
La llista de divisions i districtes el 1901 era de 4 i 18 (incloent-hi Hyderabad):
- Divisió d'Aurangabad
  - Districte d'Aurangabad
  - Districte de Bhir
  - Districte de Nander
  - Districte de Parbhani
- Divisió de Gulbarga
  - Districte de Gulbarga
  - Districte d'Osmanabad
  - Districte de Raichur
  - Districte de Bidar
  - Districte de Lingsugur
- Divisió de Bidar després Divisió de Medak Gulshanabad
  - Atraf-i-balda
  - Districte de Mahbubnagar
  - Districte de Medak
  - Districte de Nalgonda
  - Districte d'Indur (Districte de Nizamabad)
  - Districte d'Hyderabad
- Divisió de Warangal
  - Districte d'Adilabad (Districte de Sirpur Tandu)
  - Districte de Warangal
  - Districte de Karimnagar (Districte d'Elgandal)

## Policia
La policia es va crear el 1866. Organitzada progressivament, vers el 1900 hi havia tres jurisdiccions policials: Sarf-i-khas, Diwani o Khalsa, i paigah i jagir. L'Estat major consistia en un inspector general, 5 assistents, 17 superintendents, 17 ajudants de superintendent i 119 inspectors. La força muntada estava formada per 11.173 homes a peu i 413 muntats; hi havia també una policia rural amb 12.776 policies patels, 2798 kotwals i 17.532 ramosis o vigilants o sigui en total 33.106. La policia de ciutat estava dirigida pels kotwals; el 1871 es va crear una policia de ferrocarrils. Hi havia un policia per menys de cada 1000 habitants.

## Moneda i segells
El nizam encunyava les seves pròpies monedes a una ceca a Hyderabad; la moneda més popular de rúpia es deia hali sicca. El servei postal fou agafat pel nizam el 1869. Els servei de correu urgent es va abolir el 1902 pel seu alt cost. Va emetre segells fins a l'ocupació índia.

## Història
Per la seva història anterior a 1713 vegeu Dècan. Per l'establiment de l'estat vegeu Hyderabad (Índia).
La dinastia la va fundar el general d'origen turc Asaf Jah, al servei d'Aurangzeb; després d'una notable carrera a la cort de Delhi fou nomenat el 1713 subadar o virrei de Dècan amb el títol de Nizam al-Mulk (Regulador de l'estat) que va esdevenir hereditari. El 20 de juny de 1720 es va fer virtualment independent, però va haver de lluitar contra els marathes. La cort de Delhi va donar ordes al governador de Khandesh, Mubariz Khan, de combatre'l per les armes però a la batalla de Shakarkhelda (Fathkhelda) al Berar (1724) Mubariz Khan fou totalment derrotat i mort i Asaf Jah va esdevenir independent i el 7 de desembre d'aquell mateix any va establir la seva capital a Hyderabad.
Va morir el 22 de maig de 1748 i va deixar sis fills dels quals quatre van arribar al tron; a més va deixar diverses filles una de les quals fou mare d'un altre nizam. El successor fou el fill segon Muhammad Nasir Jang Mir Ahmad, que al morir el seu pare es va apoderar del tresor i va obtenir el suport de l'exèrcit; va assegurar haver aconseguit la renúncia del seu germà gran; l'altre pretendent principal fou Muzaffar Jang, fill de la filla preferida del nizam difunt, els drets del qual derivarien de testament; cadascun va tenir el suport d'un dels estats europeus, el primer dels britànics i el segons dels francesos.
El 1750 els francesos es van retirar momentàniament i Muzaffar Jang va esdevenir el presoner del seu oncle. Però el 5 de desembre de 1750 Nasir Jang moria a mans dels seus propis homes i Muzaffar fou proclamat nizam però sota control del comandant francès Joseph François Dupleix; els caps pathans que l'havien portat al poder no van considerar adequada la recompensa oferta i el van matar (1751) i d'acord amb els francesos van posar al tron a un fill d'Asaf Jang de nom Salabat Jang.
Poc després un germà seu, Ghazi al-Din, el fill gran d'Asaf Jah, que suposadament havia renunciat, es va revoltar amb suport dels marathes però va morir sobtadament el 16 d'octubre de 1752 i els marathes van acabar acceptant un acord de pau. Així el jove Salabat va poder restar al poder fins que els francesos que li donaven suport, amenaçats a les seves pròpies posicions a l'Índia per les victòries de Robert Clive, el van abandonar.
Va pujar al tron un altre fill d'Asaf, Nizam Ali Khan Asaf Jah II, que havia fet un acord amb els britànics, però que fins aleshores tenia la confiança del seu germà el nizam, de la qual es va aprofitar per enderrocar-lo el 1761. Dos anys després Salabat fou executat. El 1765 Nizam Ali Khan va assolar el Carnàtic, exercint més crueltats de les que calien; es va retirar quan es van acostar els britànics que van ocupar els Circars; els anglesos volien tenir bones relacions amb el nizam per no tenir obstacles a la província dels Circars Septentrionals, sota sobirania francesa però ara ocupada pels britànics avalats en un firman imperial. Així el 1766 britànics i Nizam Ali van signar un tractat pel qual aquest renunciava als seus drets als Circars Septentrionals a canvi d'una força britànica de suport en cas de guerra o, en anys de pau, el pagament de 9 lakhs anuals; el nizam ajudaria als britànics si calia; un article del tractat estipulava que Nizam Ali hauria de respectar la vida del seu germà Basalat Jang que rebria un dels Circars de manera vitalícia, com a feudatari. Amb l'ajut britànic el nizam va poder atacar a Haidar Ali de Mysore, però aviat Nizam Ali va preferir fer aliança amb ell; les coses no van anar bé i aviat el nizam va demanar la pau als britànics que fou signada per tractat de 1768. Per aquest tractat la Companyia Britànica de les Índies Orientals i el nawab del Carnàtic havien d'estar sempre disposades a enviar dos batallons de sipais i sis peces d'artilleria, manada per europeus, allà on el nizam ho demanés, però el nizam havia de pagar les despeses.
Basalat Jang va morir el 1782 però els britànics no van obtenir la cessió del Circar que li havia estat assignat fins al 1788, ja que el pagament (peshkash) que els britànics havien de fer al nizam pels Circars estava endarrerit, però finalment l'afer fou arranjat i Lord Charles Cornwallis va enviar una nota aclaridora el 1789 sobre la interpretació del tractat de 1768, sense acceptar un nou tractat. La carta fou declarada per la Cambra dels Comuns del Regne Unit com posseïdora de la mateixa força que un tractat; estipulava que les forces que les britànics havien d'aportar al nizam quan aquest ho demanava no podrien ser utilitzades contra cap aliat britànic.
El 1790 va esclatar la guerra amb Tipu Sultan de Mysore i es va signar un tractat ofensiu i defensiu entre els britànics, el nizam i el peshwa maratha. Tipu va obtenir la pau a canvi de la meitat dels seus dominis i una part va anar a parar al nizam (tractat de Seringapatam de 1792); poc després el nizam va entrar en guerra contra els marathes i va demanar l'assistència britànica però el governador general Sir John Shore, va al·legar els tractats amb els marathes i va refusar i el nizam va haver de signar una pau humiliant. En revenja el nizam va demanar la retirada de dos batallons britànics estacionats a la ciutat d'Hyderabad; tot seguit va demanar oficials francesos dirigir a un grup escollit de les seves forces, però pel tractat de 1798, els francesos van haver d'abandonar el servei, i es va signar un nou tractat, i sota l'Earl de Mornington, després marquès Wellesley la força britànica subsidiària va passar a 6000 sipais i el nizam va acceptar pagar les despeses; Bolarum va esdevenir un dels principals quarters (acantonnement) dels britànics al Dècan. A la caiguda de Seringapatam i la mort de Tipu Sultan (1799) els seus dominis es van repartir pel tractat de Mysore i encara la seva part es va incrementar per la retirada del peshwa maratha. El 1800 la força britànica a Hyderabad fou altra vegada augmentada i el pagament pel seu manteniment fou canviat per cessió de territoris (el nizam va cedir els territoris obtinguts de Mysore al tractat de 1792 i els obtinguts el 1799). Aquestos territoris foren anomenats Districtes Cedits i Conquerits. Per aquest tractat signat el 1800 el nizam va acceptar aportar en temps de guerra 6.000 soldats d'infanteria i 9.000 de cavalleria a l'exèrcit britànic.
El nizam va morir el 6 d'agost de 1803 i el va succeir el seu fill Mir Akbar Ali Khan Sikandar Jah Asaf Jah III. Sindhia i Holkar, molestos amb el restabliment de Baji Rao com a peshwa van preparar la guerra; la força subsidiària a Hyderabad i 15.000 homes del nizam van prendre posicions a Parenda, a la frontera occidental dels dominis del nizam i Wellesley va rebre ordes de cooperar amb aquesta força en ajut del peshwa; però abans de l'arribada del general a Poona, Holkar ja l'havia abandonat cap a Malwa i pel camí va saquejar alguns pobles del nizam i va cobrar contribució a Aurangabad; llavors el coronel Stevenson va avançar cap al Godavari amb totes les forces i a Jalna se li va unir el general Wellesley i l'endemà (23 de setembre de 1803) es va lliurar la batalla d'Assaye, a la que va seguir poc després la d'Adgaon, que van suposar dues greus derrotes marathes i la garantia dels dominis del nizam.
El 1822 es va signar un nou tractat entre els britànics i el nizam pel que aquesta quedava alliberat de pagar el chauth (el quart) que havia pasta als britànics com a hereus del peshwa, enderrocat el 1818. La mort de la filla preferida del nizam el 1826 li va causar a aquest un xoc tan gran que va emmalaltir i va morir el 21 de maig de 1829, deixant 9 fills i 10 filles vius; el va succeir el seu fill Nasir al-Dawla Farkhunda Ali Khan Asaf Jah IV.
El 1839 una conspiració wahhabita fou avortada a Hyderabad i altres llocs de l'Índia. Una investigació va revelar que Mubariz al-Dawla i altres dirigien el moviment i aquestos caps foren empresonats a Golkonda (on Mubariz va morir). Raja Chandu Lai, que havia succeït a Munir al-Mulk com a ministre principal, va renunciar el 1843, i fou nomenat Siraj al-Mulk, net de Mir Alam. El 1847 seriosos disturbis van tenir lloc entre xiïtes i Sunnites i van morir 50 persones. Siraj al-Mulk, que havia estat destituït el 1848, fou restaurant com a ministre principal el 1851.
Quan les forces del nizam van ser utilitzades en campanya en la guerra maratha es va comprovar que eren ineficients i es va intentar reformar l'exèrcit; es van equipar alguns batallons amb uniformes, armes i equip com els de la Companyia, i pel manteniment d'aquestes tropes es van fer pagaments avançats per part del tresor britànic (1843) amb l'avinentesa que si calia fer més pagaments avançats es garantirien amb territori. El deute no fou pagat i encara es va incrementar.
El 1853 quan el general Fraser va abandonar Hyderabad on era resident de facto, el va succeir el general C. B. Low, que va rebre ordes de Lord Dalhousie d'exigir al nizam el pagament de 64 lakhs deguts per les despeses en l'exèrcit. Finalment el 20 de maig de 1853 es va signar un tractat pel qual els britànics mantindrien una força auxiliar al servei d'Hyderabad, d'almenys 5.000 infants i 2.000 cavallers i 4 bateries de camp, i a canvi el nizam cedida districtes amb una recaptació de 50 lakhs (districtes de Berar i Osmanabad o Naldrug, i el Doab de Raichur); el nizam ja no hauria d'ajudar els britànics en temps de guerra i les seves forces serien només auxiliars dels britànics. Una setmana després del tractat va morir Siraj al-Mulk i Nawab Salar Jang, el seu nebot, el va succeir. El nizam va morir el 18 de maig de 1857 i el va succeir el seu fill Mir Tahniath Ali Khan Afzal al-Dawla Mahbub Ali Khan Asaf Jah V.
El mateix 1857 va esclatar el motí dels sipais i el juliol els rebels van atacar Hyderabad (ciutat) però foren rebutjats; les forces del país van romandre lleials. El 1860 en recompensa a la fidelitat, es va signar un tractat que cancel·lava el deute del nizam i s'ampliaven els seus dominis (Osmanabad o Naldrug i el Doab de Raichur), però els Districtes Assignats (Assigned Districts) al Berar amb uns ingressos de 3.200.000 rúpies foren mantinguts en fideïcomís pels britànics per pagar les forces tal com s'establí al tractat de 1853, i l'excés es pagava al nizam. El 31 d'agost de 1861 va rebre l'orde de l'estrella de l'Índia. L'estat fou dividit en cinc subes i 16 districtes (governades per subadars i taluqdars).
Va morir el 26 de febrer de 1869 i el va succeir el seu fill Muzaffar al-Mamalik Nizam al-Mulk Nizam al-Dawla Nawab Mir Sir Mahbub Ali Khan Bahadur Fath Jang Asaf Jah VI amb només tres anys i sota regència del ministre Salar Jang I amb Shams al-Umara com a corregent i el resident com assessor per afers importants. A la mort del corregent Shams al-Umara el 1877 el va succeir el seu germanastre Nawab Vikar al-Umara que va morir el 1881 i Salar Jang I va restar com únic regent i administrador fins a la seva mort el 1883. Després d'arribar al poder com a major d'edat el 1884 (15 anys), va nomenar a Salar Jang II com a ministre (el 1888 el va succeir Sir Asman Jah) i el 1892 va anunciar una gran reforma normativa del govern coneguda com a "Qanunche Mubarick" o Kanuncha-i-Mubarak (El codi dels bons auspicis) i es va establir un consell format per tots els ministres de l'estat. El 1893 Sir Vikar al-Umara va esdevenir ministre principal. El 5 de febrer de 1895 fou comanador de l'orde de l'estrella. Va rebre dret a la salutació de 21 canonades (el primer musulmà que la va obtenir). Maharaja Sir Kishen Prasad Bahadur, el Peshkar, fou nomenat ministre el 1901. Hyderabad va signar un tractat el 5 de novembre de 1902 pel que els Districtes Assignats de Berar foren cedits als britànics a canvi del pagament de 25 lakhs i poc després aquestos districtes foren units a les Províncies Centrals per formar les Províncies Centrals i Berar.
El 28 de setembre de 1908 Hyderabad va patir desastroses inundacions del riu Musi. El nizam fou nomenat tinent general honorari (1910); afectat d'un atac de paràlisi va morir el 29 d'agost de 1911 als 46 anys. El va succeir el seu fill Asaf Jah Muzaffar-ul-Mamalik Nizam-ul-Mulk Nizam-ud-Daula Nawab Mir Sir Osman Ali Khan Bahadur Fath Jang Asaf Jah VII, que fou comanador de l'orde de l'estrella de l'Índia el 1911; era un erudit i poeta en urdú i persa. El 1912 el maharaja sir Kishen Pershad va dimitir com a primer ministre i va nomenar al seu lloc a Nawab Yusuf Ali Khan Salar Jung III que va dimitir el 1914 i llavors va agafar directament el govern. persona de gran riquesa, va fer donacions a institucions hindús, sikhs i musulmanes.
El 14 d'agost de 1947 el país va accedir a la independència. El nizam, d'acord amb les possibilitats ofertes pels britànics, va rebutjar entrar a l'Índia o al Pakistan (el sobirà era musulmà i la població hindú) i va optar per esdevenir independent. Davant l'existència d'un estat dirigit per un musulmà enclavat dins el territori de l'Índia, i davant dels disturbis provocats per la lluita entre les forces del nizam, amb el suport de les milícies musulmanes Razakar, contra els hindús partidaris de l'entrada a la Unió Índia, l'exèrcit indi va intervenir el 1948 i va annexionar el país (17 de setembre de 1948), tot mantenint el nizam com a cap constitucional de l'estat. Els disturbis van anar acompanyats de pillatges, assassinats i violacions massives, perpetrades primer per milícies musulmanes contra la població hindú i, després de la intervenció de l'exèrcit indi, a l'inrevés. Una part dels musulmans va acabar emigrant al Pakistan. El nizam fou forçat a signar el document d'accessió el 24 de novembre de 1949. Hyderabad va esdevenir de facto la província d'Hyderabad i després del 26 de gener de 1950 l'estat d'Hyderabad fins a la reorganització per línies lingüístiques quan l'estat de Hyderabad es va dissoldre l'1 de novembre de 1956 en formar-se nous estats segons criteris lingüístics, de manera que actualment el seu antic territori és part dels estats d'Andhra Pradesh, Karnataka i Maharashtra. El nizam va ser rajpramukh (cap constitucional de l'estat) fins al 1956.
El nizam va morir el 24 de febrer de 1967 i en els drets i títol el va succeir el seu net Nizam al-Mulk Fath Jang Barkat Ali Khan Mukarram Jah Asaf Jah VIII.

## Arqueologia
El lloc principal eren les coves d'Ajanta, Ellora, Aurangabad i Osmanabad. Les fortaleses principals eren Golkonda, Gulbarga, Warangal, Raichur, Mudgal, Parenda i Naldrug. Hi havia nombrosos temples hindús sent un dels més antics el dels Mil Pilars a Hanamkonda; destaquen també els temples de Tuljapur i Amdajogai. A la ciutat d'Hyderabad destacaven les mesquites de la Meca i Jama Masjid, la Char Minar, el Char Kaman, l'hospital Uar-ush-Shifa, i un antic pont sobre el Musi. Prop de Golkonda hi ha les tombes dels sultans kutubshàhides i prop de Bidar les dels baridshàhides i bahmànides; la tomba de l'esposa d'Aurangzeb és a Aurangabad. Hi ha palaus en ruïnes a Golkonda, Bidar, Gulbarga i Daulatabad.

## Banderes i escuts
La bandera dels nizams fou tradicionalment groga amb un disc blanc al centre. Vers el 1900 es va adoptar una nova bandera de dos colors: al pal verd pels musulmans i al vol vermell pels hindús amb mitja lluna (amb les puntes cap al pal) i estrella blanques al mig. Hi ha fotos d'aquesta bandera i d'un altra d'un únic color, amb mitja lluna i estrella blanques al mig, però les fotos són en blanc i negre i no s'ha pogut determinar si es tracta de la bandera del nizam (que seria verda) o el color era safrà o vermell.
El 15 d'agost de 1947 es va adoptar la nova bandera coneguda per Asafia. La bandera a l'encapçalament de pàgina està basada en una foto però sembla una variant errònia (i el color negre en realitat seria verd fosc), ja que la verdadera seria la que va aparèixer a un segell de correus i que també va publicar A. Flicher, amb alguns afegits que correspondrien a la bandera del nizam. Michel Lupant, president de la FIAV, va veure i retratar també la bandera però les proporcions eren més aviat 4:5. El color d'una franja a la d'estat semblava blau i a la del nizam verd, però sens dubte eren totes dues verd.
En quant els escuts abans del 1947 s'utilitzava el segell reial de cada nizam (deferent per cadascun).

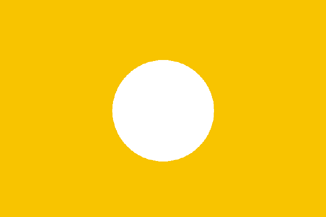
Segles XVIII i XIX
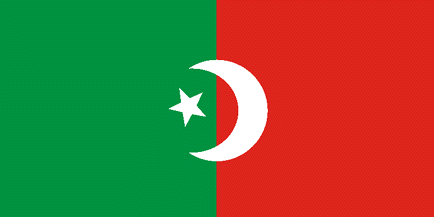
Bandera 1900-1947
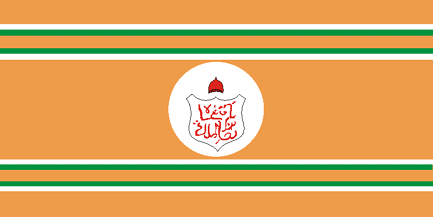
1947, segons un segell de correus, possible bandera civil
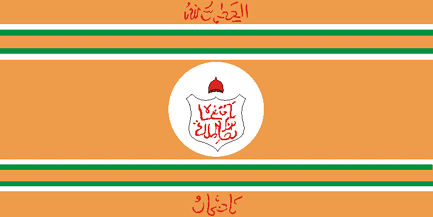
1947, segons A. Flicher, possible bandera d'estat i/o del nizam
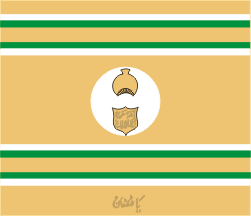
1947, bandera d'estat segons M. Lupant
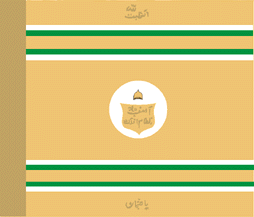
1947, estendard del nizam segons M. Lupant
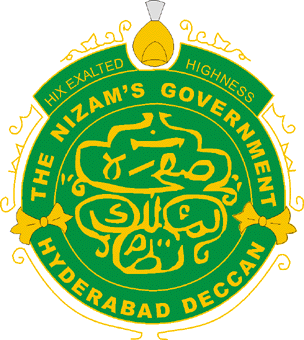
Segell el 1911
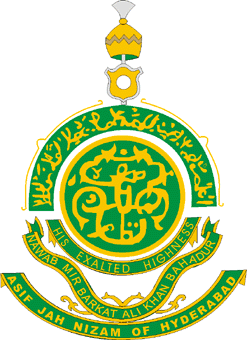
Segell el 1947

## Llista de nizams
- Kamar al-Din Shin Kilij Khan Nizam al-Mulk Fateh Jung Asaf Jah I 1724-1748
- Muhammad Nasir Jang Mir Ahmad 1748-1750
- Muhyi al-Din Muzaffar Jang (nebot, fill d'una germana) 1750-1751
- Mir Ghazi al-Din Firuz Jang 1751-1752 (rebel) ancestre dels nawabs de Baoni
- Asaj al-Dawla Mir Ali Salabat Jang 1751-1761
- Nizam Ali Khan Asaf Jah II 1761-1803
- Mir Akbar Ali Khan Sikandar Jah Asaf Jah III 1803-1829
- Nasir al-Dawla Farkhunda Ali Khan Asaf Jah IV 1829-1857
- Mir Tahniath Ali Khan Afzal al-Dawla Mahbub Ali Khan Asaf Jah V 1857-1869
- Muzaffar al-Mamalik Nizam al-Mulk Nizam al-Dawla Nawab Mir Sir Mahbub Ali Khan Bahadur Fath Jang Asaf Jah VI 1869-1911
- Asaf Jah Muzaffar-ul-Mamalik Nizam-ul-Mulk Nizam-ud-Daula Nawab Mir Sir Osman Ali Khan Bahadur Fath Jang Asaf Jah VII 1911-1948
- Joyanto Nath Chaudhuri, governador militar 1948-1949
- Asaf Jah Muzaffar-ul-Mamalik Nizam-ul-Mulk Nizam-ud-Daula Nawab Mir Sir Osman Ali Khan Bahadur Fath Jang Asaf Jah VII, rajpramukh, 1949-1956

### Diwans o ministres
- 1724 - 1730 Muhammad Iwaz Khan
- 1730 - 1742 Anwarullah Khan
- 1742 - 1748? Khuda Banda Khan
- 1748 - 1750 Shah Nawaz Khan
- 1750 - 1752 Raja Ragunath Dass
- 1752 - 1755 Syed Lashkar Khan
- 1755 - 1758 Shah Nawaz Khan (segona vegada)
- 1758 - 1761 Basalat Jung
- 1761 - 1765 Vithal Sundur
- 1765 - 1775 Musa Khan Nawab Rukn al-Dawla
- 1775 - 1781 Viqar al-Dawla
- 1775 - 1778 Shams al-Mulk
- 1781 - 1804 Ghulam Sayyed Khan Aristu Jah (ostatge dels marathes *1795-1797)
- 1795 - 1797 Mir Alam (interí per l'anterior ostatge)
- 1804 Raja Rajindra
- 1804 - 1808 Mir Alam (segona vegada)
- 1808 - 1832 Munir al-Mulk
- 1808 - 1843 Chandu Lal
- 1843 - 1846 Ram Baksh
- 1846 - 1848 Siraj al-Mulk
- 1848 - 1848 Amjad al-Mulk
- 1848 - 1849 Shams al-Umara
- 1849 - 1851 Ram Baksh (segona vegada)
- 1851 - 1851 Ganesh Rao
- 1851 - 1853 Siraj al-Mulk (segona vegada)
- 1853 - 1883 Mir Turab Ali Khan Salar Jung I
- 1883 - 1887 Laik Ali Khan Salar Jung II
- 1887 - 1893 Asman Jah Bahadur
- 1893 - 1901 Nawab Sri Vikar al-Umara
- 1902 - 1912 Maharaja Sri Kishen Pershad
- 1912 - 1914 Nawab Yusuf Ali Khan Salar Jung III
- 1914 - 1921 el propi nizam
- 1921 - 1923 Sayed Ali Imam (president del Consell executiu del 1919 al 1921)
- 1923 - 1926 Fareedul Mulk Bahadur
- 1926 - 1927 Nawab Wali al-Dawla
- 1927 - 1937 Maharaja Sri Kishen Pershad (segona vegada)
- 1937 - 1941 Sir Akbar Hydari
- 1941 - 1946 Nawab Sir Muhammad Ahmad Said Khan Chhatari
- 1946 - 1947 Mirza Mohammad Ismail
- 1947 Sri Mehdi Yar Jung
- 1947 - 1948 Mir Laik Ali, President del govern provisional
- 1948-1950 vacant
- 1950 - 1952 M.K. Vellodi (Partit del Congrés)
- 1952 - 1956 Burgula Ramakrishna Rao (Partit del Congrés)

### Residents britànics
- 1779 - 1781 John Holland
- 1781 - 1784 James Grant
- 1784 - 1788 Richard Johnson
- 1788 - 1797 John Kennaway
- 1797 - 1805 James Achilles Kirkpatrick
- 1805 Henry Russell (interí)
- 1806 - 1810 Thomas Sydenham
- 1810 - 1811 Charles Russell (interí)
- 1811 - 1820 Henry Russell (segona vegada)
- 1820 - 1825 Charles Theophilus Metcalfe
- 1825 - 1830 W.B. Martin
- 1827 - 1830 John Sutherland (interí per Martin)
- 1830 Ravenhaw (interí)
- 1830 - 1838 J. Stewart
- 1833 - 1834 John Sutherland (segona vegada, interí per Stewart)
- 1838 Cameron (interí)
- 1838 - 1853 James Stuart Fraser
- 1841 William J. Eastwick (interí)
- 1853 John Low
- 1853 - 1856 George Alexander Bushby
- 1857 - 1862 Cuthbert Davidson
- 1862 - 1867 George Udny Yule
- 1867 - 1868 Sir Richard Temple
- 1868 A.A. Roberts
- 1869 - 1875 Charles B. Saunders
- 1873 Peter Stark Lumsden (interí)
- 1875 - 1881 Richard John Meade
- 1881 - 1882 Steuart Colvin Bayley
- 1882 - 1883 William Brittain Jones
- 1883 - 1888 John Graham Cordery
- 1889 - 1891 Sir Dennis Fitzpatrick
- 1891 - 1900 Trevor John Chichele Chichele-Plowden
- 1900 - 1905 David William Keith Barr
- 1905 - 1908 Charles Stuart Bayley
- 1908 - 1910 Michael Francis O'Dwyer
- 1911 - 1916 Alexander Fleetwood Pinhey
- 1916 - 1919 Stuart Mitford Fraser
- 1919 - 1925 Charles Lennox Russell
- 1925 - 1930 William Barton
- 1930 - 1933 Terence Humphrey Keyes
- 1933 - 1938 Duncan Mackenzie
- 1938 - 1942 Claude H. Gidney
- 1942 - 1946 Arthur Cunningham Lothian
- 1946 - 1947 Charles Gordon Herbert
- 1947 - 1948 K.M. Munshi, agent general indi